# Marcha procesional
Una marcha procesional es la melodía utilizada para acompañar a las procesiones de Semana Santa. Es un género musical que debe contar con unos requisitos de estructura y estilo o carácter; la estructura hace referencia a la forma musical conocida como marcha, la cual consta de tema, desarrollo, trío y reexposición del tema, pudiendo en ocasiones contar con una introducción y una coda. El estilo o carácter queda fijado por el compás, el ritmo, el tempo y la adaptación y adecuación al acto para el que ha sido concebida la obra, la procesión.
La marcha procesional goza de gran popularidad en España y en otros países como Italia, Guatemala El Salvador y Perú, y forma parte del repertorio musical de las bandas procesionales de música.

## Historia

### sigloXIX: Orígenes

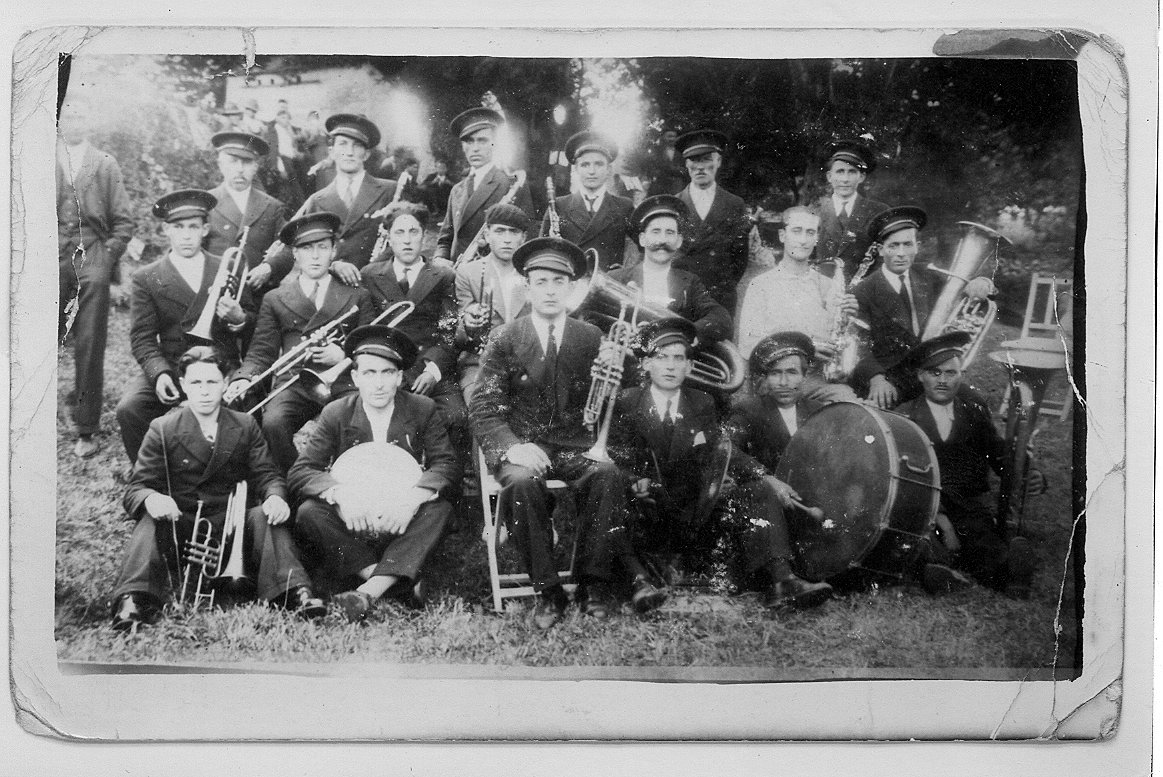
Banda de Música de Sarria. Sarria, Galicia.

La marcha procesional se creó en la segunda mitad del siglo XIX y lo hace bajo el concepto de marcha fúnebre, como forma musical muy recurrida durante dicha centuria, albergada bajo la corriente estilista del Romanticismo. De ella emanaron grandes composiciones que posteriormente, y debido al escaso repertorio a que tuvieron que enfrentarse las primeras bandas de música, fueron adaptadas, siendo tocadas en las procesiones de Semana Santa, continuando hoy en día, vigentes en algunos lugares. Este es el caso del segundo movimiento de la Tercera Sinfonía de Beethoven; de la marcha fúnebre que Frédéric Chopin compuso para el segundo movimiento de su Sonata para piano n.º 2; la marcha fúnebre de Sigfrido de la ópera El ocaso de los dioses de Richard Wagner; la marcha Juana de Arco de Gounod; las marchas fúnebres de Schubert; o el «Adiós a la vida» de la ópera Tosca de Giacomo Puccini; entre otras.
Pero muy pronto comenzarían a aparecer las primeras marchas fúnebres compuestas específicamente para cofradías y hermandades.
Aunque aún hoy queda mucho por investigar, se considera a José Gabaldá Bel, quien fuera director de la Banda de la Guardia Real en Madrid, uno de los primeros autores en componer expresamente música para la Semana Santa. Su serie de marchas fúnebres, entre las que se encuentran las tituladas «El llanto» o «Soledad», acompañan a la adaptación de la marcha fúnebre de la ópera Ione del maestro Enrico Petrella.
Pronto tomaría la alternativa Andalucía. Así, aunque existen referencias que apuntan a la existencia de marchas fúnebres ya en la segunda mitad del XIX, según los documentos existentes, es la marcha fúnebre compuesta por Rafael Cebreros para la Semana Santa de Sevilla, y que se publicó en 1874. En 1876, y en Cádiz, Eduardo López Juarranz, compone la marcha fúnebre «¡Piedad!» en honor a la corporación del mismo nombre de esta ciudad. En años sucesivos, Juarranz, acometería nuevas marchas, entre la que destaca «Pobre Carmen», común en innumerables ciudades españolas.
En Córdoba, Eduardo Lucena Vallejo, músico destacado del romanticismo andaluz, compone, en 1883 «Un recuerdo», marcha dedicada expresamente al Ayuntamiento de Córdoba, siendo director de la Banda Municipal de esta ciudad andaluza, formación en la que el propio Lucena, Cipriano Martínez Rücker y Juan Antonio Gómez Navarro, dejaron un curioso e importante catálogo de marchas fúnebres.
Pero, si hay una época dentro del siglo XIX que resultó verdaderamente prolífica, esta fue la década de los noventa, saliendo a la luz marchas como «El Señor de Pasión» de Ramón González, compuesta en Sevilla en 1897; «El destierro» de Vicente Victoria Valls, compuesta en 1891 en la ciudad de Cartagena; «Pange Lingua» y «Sacris Solemnis» compuestas en 1898 en San Fernando por Camilo Pérez Montllor; o «Virgen del Valle», compuesta por Vicente Gómez-Zarzuela en 1898 y «Quinta Angustia», compuesta por José Font Marimont en 1895. Ambas marcarían el estilo de otras muchas composiciones que les sucederían.
Ya desde esta época tan temprana, algunas de ellas comenzarían a introducir melodías que se pueden denominar «alegres» dentro del patetismo propio de la marcha fúnebre. Así es el caso de las mencionadas «Pobre Carmen», «Un Recuerdo» o «El Señor de Pasión».

### sigloXX

#### Consolidación y desarrollo
Aunque como ya se ha mencionado, existe un punto de inflexión personificado en Sevilla en Vicente Gómez-Zarzuela y en la saga de los Font; en otros lugares de España como Cartagena, Madrid e incluso Canarias, donde, en la ciudad de Las Palmas de Gran Canaria, Santiago Tejera Ossavarry, compone la marcha titulada «La Espada del Dolor»; se continuaba componiendo siguiendo estrictamente la estética establecida por la marcha fúnebre, es decir, haciendo caso omiso a lo establecido por «Virgen del Valle». Es en este momento cuando el género comienza a desarrollarse, adquiriendo personalidad propia, y haciendo que las bandas militares se constituyan como referente en este estilo musical.

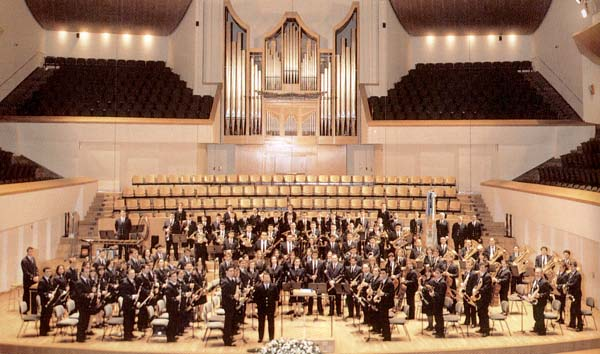
Banda Primitiva de Llíria en el Palau de la Música de Valencia.

Los años veinte serían testigos de la aparición de la revista musical Harmonía, fundada por el empresario y músico guipuzcoano Mariano San Miguel Urcelay, y autor de dos piezas que dejarían clara la maestría de su autor, «El héroe muerto», compuesta en 1919, y «Mektub», que data de 1925. A su revista acudirían a enriquecer sus repertorios las bandas, surtiéndose de piezas famosas y desconocidas.
Es en este momento, 1929, cuando surge una de las marchas que hoy por hoy goza de mayor popularidad. Se trata de «Rocío», marcha que aunque no puede ser calificada como original, fue compuesta por Manuel Ruiz Vidriet, y dedicada a la Virgen del Rocío, sirviéndose de una melodía mexicana, la canción «La peregrina», y de parte de una composición original de Joaquín Turina Pérez, perteneciente a su poema sinfónico «La Procesión del Rocío». A su vez surgen de los primeros poemas sinfónicos en forma de marchas fúnebres, dos aspectos diametralmente opuesto.

#### El género de las cornetas y tambores. Alberto Escámez.
En el primer tercio del siglo XX se produce un hecho verdaderamente curioso, la aparición de las primeras marchas para bandas de cornetas y tambores, siendo la primera de todas la Banda de CC. y TT. del Real Cuerpo de Bomberos de Málaga, cuyo compositor de cabecera fue el maestro Alberto Escámez, que fue músico militar y el creador de las marchas de cornetas y tambores.
Sus marchas procesionales se consideran dentro del repertorio clásico.
Compuso marchas como "Consolación y Lágrimas" en 1922, "La Expiración" en 1926, "Virgen de la Paloma", "Virgen del Rocío" o la más famosa de ellas, "Cristo del Amor" compuesta en 1944, siendo referente de las marchas de cornetas y tambores. La mayor parte de su actividad se desarrolló en Málaga y otras zonas de Andalucía.
Las marchas de Alberto Escámez se consideran un clásico y se interpretan por toda España.
A su vez surgen de los primeros poemas sinfónicos en forma de marchas fúnebres, dos aspectos diametralmente opuesto.

#### Grandes maestros

##### Los Font
Se ha mencionado anteriormente a la famosa saga de músicos de la familia Font, que tiene su origen en José Font Marimont, músico llegado a Sevilla procedente de Barcelona en 1876 para ponerse al frente de la Banda de Música Militar del Regimiento Soria 9, y que en 1887 firma su primera marcha fúnebre dedicada a la Carretería, fue el iniciador de esta familia. Pero es su hijo Manuel Font Fernández de la Herranz, quien realiza la orquestación de la composición de su padre «Quinta Angustia», y quien fuera director fundador de la Banda Municipal de Sevilla, anterior Banda del asilo medicinal de San Fernando, quien se constituiría como verdadero tronco de la saga.
Las composiciones de los Font emanan sinfonismo. «A la memoria de mi padre», «Expiración», «La Sagrada Lanzada» de Manuel Font Fernández, y «Resignación» de José Font de Anta son ejemplos de sus marchas. «Camino del Calvario» compuesta en 1905, y «Amarguras», en 1919 , emblema musical de la Semana Santa de Sevilla, ambas de Manuel Font de Anta, son ejemplos de verdaderos poemas sinfónicos en forma de marchas fúnebres. En 1924, este último sorprendió con «Soleá dame la mano» una composición marcada por el nacionalismo e impresionismo

##### Germán Álvarez Beigbeder
Germán Álvarez Beigbeder vive durante su actividad artística diferentes etapas dentro de la historia de la marcha procesional. Así, sus primeras marchas fúnebres, que verían la luz en 1900, están impregnadas de un gran patetismo, mientras que las últimas, están marcadas por un carácter más alegre. Entre unas otras pasarían 73 años durante los cuales, nos dejaría un repertorio limpio, bello, perfecto, que enaltecería la calidad media de las marchas que hasta su desaparición se estrenaron.
Germán Álvarez Beigbeder vino a enriquecer el patrimonio musical de las cofradías de la zona de Jerez de la Frontera, su ciudad natal, y Cádiz, destacando entre sus bellas marchas fúnebres «Al pie de la cruz» compuesta en 1900, «Nuestra Señora de la Soledad» en 1905, o «Memoria eterna» en 1907.
En 1906, con «Nuestra Señora del Rosario» introduce novedosamente la corneta en una marcha para banda de música. Coetáneo de músicos como Joaquín Turina, su obra está impregnada de un marcado carácter nacionalista. Fue músico Mayor de la Armada estando al frente de la Banda del Tercio de Infantería de Marina de San Fernando, y fundador de la Banda Municipal de Jerez de la Frontera.

##### Manuel López Farfán
Manuel López Farfán (1872 - 1944) marcó una época en la historia de la marcha procesional a partir de los años 20 del siglo XX, estando al frente de la Banda del Soria 9. Así, en marchas como Nuestra Señora del Mayor Dolor, de 1927, La Virgen en sus lágrimas, compuesta en 1926, o La Victoria de María, de 1921, se hacen presentes unos amplios pasajes en los que las tubas cobran gran protagonismo. Pero 1924 y 1925 tienen gran importancia dentro de su historia compositiva, porque en esos años ven la luz dos marchas insignias de la Semana Santa andaluza: Pasan los campanilleros (1924) y La estrella sublime (1925). También destacan La Esperanza de Triana y El Dulce Nombre.
En 2013, 85 años después de ser escrita, se descubre en el archivo personal de la hermandad de arriba de Aznalcóllar la marcha procesional "viva la cruz de Arriba" compuesta por Farfán y dedicada a esta hermandad .
Manuel Borrego Hernández
Compositor nacido en 1888 en la localidada sevillana de Huévar del Aljarafe y fallecido en Sevilla en 1958. Desde muy joven comenzó a componer marchas procesionales, algunas de las cuales aún se escuchan aunque desgraciadamente no tanto como sería deseable para muchos. Dirigió, entre otras, bandas como la de Sanlúcar la Mayor, la del Regimiento de Ingenieros, la Sociedad Filarmónica Hispalense y la precursora de la actual banda de la Cruz Roja. Compuso gran número de marchas procesionales entre las que podríamos destacar "El Lirio Tronchado", "Mater Lacrimosa", "VI Dolor", "El Cristo de la Vera Cruz", "El Varal de los Dolores", "Regina Pacis" y "Salus Infirmorum".

##### Cartagena
Cartagena merece, como ciudad, un lugar destacado en la historia de la marcha procesional, ya que ha sido testigo de grandes momentos para la música para banda en España. En esta ciudad se produjo el estreno del pasodoble «Suspiros de España» obra del Maestro Antonio Álvarez Alonso, estando al frente de la Banda de la Infantería Marina, el músico Ramón Roig Torné.

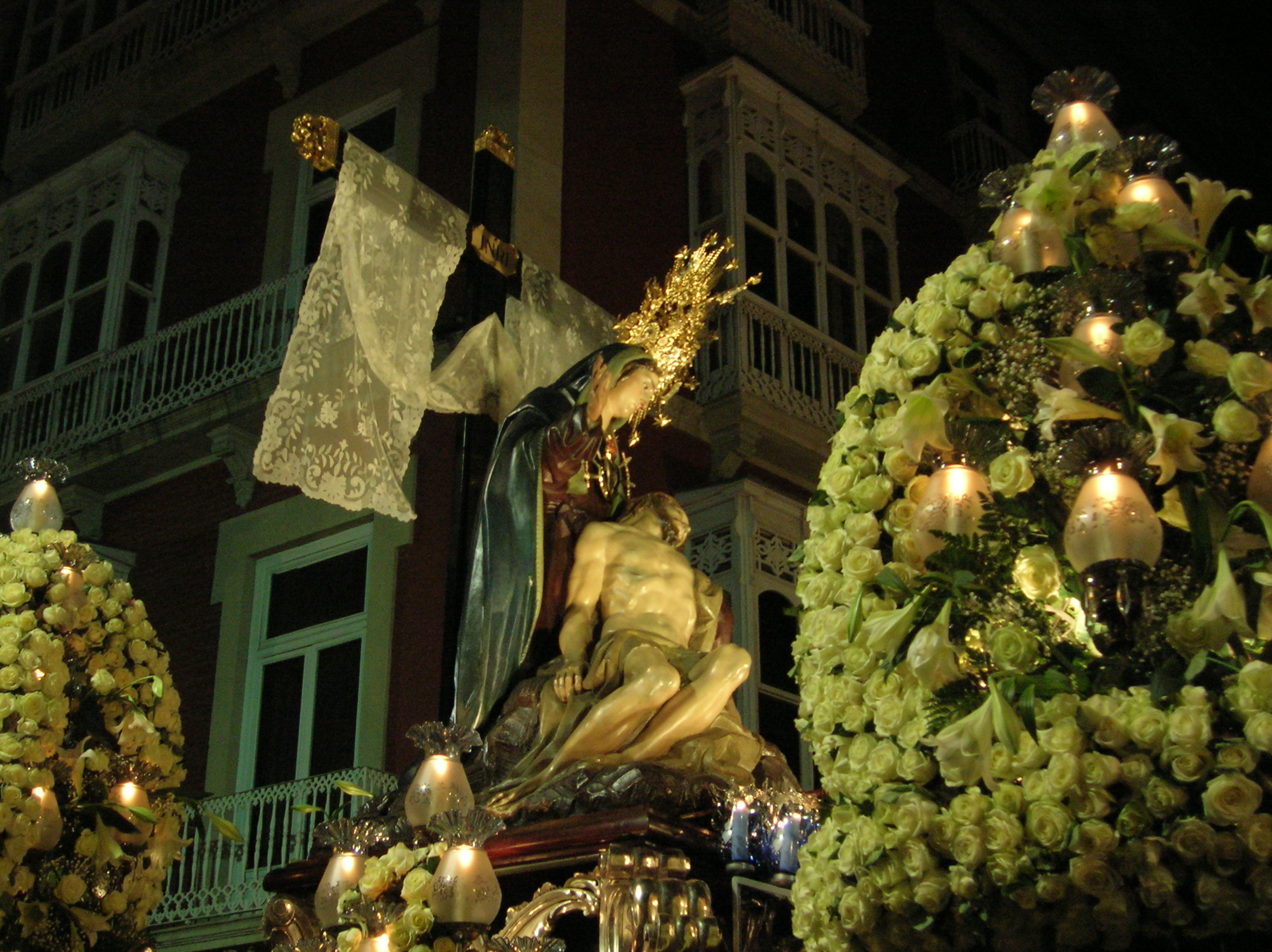
La Piedad, Semana Santa de Cartagena.

Fueron ellos, Roig Torné y la Banda de la Infantería Marina, junto a otros muchos compositores que pusieron su genio creativo al servicio de la Semana Santa, quienes dieron forma a la música procesional de Cartagena en concreto, y, por extensión, de toda la provincia de Murcia. Así, se pueden citar la marcha fúnebre titulada «Marcha lenta» de Gerónimo Oliver Albiol dedicada a la memoria de Ángel Bruna Egea, alcalde de Cartagena; «El destierro» de Vicente Victoria o «La Agonía» de Alfredo Javaloyes, así como la obra «Primera caída» del propio Ramón Roig Torné, entre otras muchas.

#### Guerra y postguerra
La crisis que conlleva la guerra civil española también se hace presente en todo lo que concierne a las cofradías, afectando, lógicamente, a la música procesional. Muchos son los compositores que pasan por malos momentos. Manuel Font de Anta encuentra la muerte a muy temprana edad, muchas bandas subsisten de forma muy precaria, algunas cofradías dejan de procesionar, desciende el número de composiciones de marchas procesionales, y las que ven la luz, presentan melodías dramáticas. «VI Dolor» de Manuel Borrego Hernández, junto a alguna obra de Farfán, son testimonios vivos del periodo.
Con la postguerra, poco a poco se vuelve a la normalidad, y el arte al servicio de las cofradías, donde no podía faltar la música, se recupera. Entra en escena la llamada generación de la postguerra, y en ciudades como Córdoba, Jerez de la Frontera y Granada aparecen músicos que logran superar el difícil momento y dedican a las imágenes sagradas sus melodías. Entre ellos nombres como el de Antonio Pantión Pérez, compositor de «Jesús de las Penas» en 1943, el ya mencionado Manuel Borrego Hernández, Francisco Melguizo Fernández, Enrique Báez Centella, Rafael Márquez Galindo, Germán Álvarez Beigbeder, Emilio Cebrián Ruiz, Pedro Gámez Laserna, Pedro Braña Martínez o Jaime Texidor.

##### Emilio Cebrián Ruiz
Emilio Cebrián Ruiz es uno de los mayores exponentes dentro de la música para banda en España. Parte de su obra ha logrado adquirir carácter inmortal, estando presente siempre en el repertorio de infinidad de agrupaciones. Sus pasodobles «¡¡Churumbelerías!!», «Ragón Falez» y «Evocación», y su obra «Una noche en Granada» son muestra de ello.
Pero también desempeñó un papel destacado en el repertorio de marcha procesional, según Mateo Olaya «[...] las marchas procesionales de Emilio Cebrián destacan por una cuidadísima construcción, una vocación especialmente melódica y unos giros llamativos [...]». Estas adquieren su forma durante el tiempo que está al frente de la Banda Municipal de Jaén. «Nuestro Padre Jesús» , marcha compuesta en 1935, y que está dedicada al Nazareno de Jaén, «El Abuelo», reúne todas las condiciones ideales para ser un verdadero modelo, siendo fuente de inspiración para muchos compositores. Hizo suyo el esquema definido por Farfán en 1925 con «La estrella sublime» y que constaba, como se ha mencionado, de introducción, primer tema, fuerte de bajos contundente y trío final, sin la participación de las cornetas, creando una línea distinta.
«Nuestro Padre Jesús» es, sin duda alguna, y con diferencia la marcha más universal en España, estando presente en los atriles de bandas de toda la geografía nacional. Ha sonado, sigue sonando en procesiones de Castilla-La Mancha, Murcia, Andalucía, Extremadura, Madrid, Canarias, etc. Después llegarían «Cristo de la Sangre» en 1941, «Jesús Preso» en 1943 y «Macarena» en 1943.

##### Pedro Gámez Laserna
Pedro Gámez Laserna transcurre su vida artística entre Córdoba, dirigiendo la Banda Militar del Regimiento de Infantería de Lepanto y la del Regimiento Soria 9 de Sevilla. Impregnó la marcha procesional con cierto carácter militarista, aportando unas instrumentaciones muy completas y logradas enalteciendo sus originales melodías y dándole gran lucimiento a los instrumentos, teniendo siempre en cuenta sus tesituras y posibilidades tímbricas.
En 1949, Pedro Gámez Laserna logra con «Saeta cordobesa» fundir la saetilla dentro de la marcha urdiéndola de manera primorosa con ricas armonías y contrapuntos, como ya habían hecho anteriormente Farfán, o Pascual Marquina Narro en su «Procesión de Semana Santa en Sevilla». También destacan composiciones como «Salve Regina Martyrum» de 1952, «El Cachorro, Saeta sevillana», de 1967, «Pasa la Virgen Macarena» de 1959, «María Santísima del Subterráneo» de 1961 o «Sevilla cofradiera», de 1972.

##### Pedro Braña Martínez
El asturiano de nacimiento, Pedro Braña Martínez sin duda alguna se encuentra entre los compositores más destacados de la posguerra. La puesta al frente de la Banda Municipal de Sevilla se considera providencial para el patrimonio musical de la Semana Santa sevillana, que tras la Guerra atravesaba, como otras muchas, momentos malos.
Su forma de entender la marcha procesional, unida a un marcado sentimiento religioso, fueron los ingredientes necesarios para producir un repertorio de gran delicadeza. Sus obras rebosan de elegancia, comenzando por «Angustia» compuesta en 1945, y siguiendo con «Nuestra Señora del Patrocinio» de 1953 y terminando con «Salmo Penitencial» en los años noventa, todas ellas de gran categoría. Pero sin duda alguna, de entre toda su obra destaca «Coronación de la Macarena» compuesta en el año 1964 expresamente para la Coronación Canónica de la Esperanza Macarena.

#### Recuperación del estilo de López Farfán
Durante el periodo ocupado por la guerra civil española y la posguerra, la marcha procesional se había caracterizado por una marcada tristeza y seriedad, sólo roto de manera muy tímida, en alguna obra concreta. Pero la aparición en el panorama musical sevillano de Santiago Ramos Castro en 1953 supuso la recuperación del estilo de López Farfán, y lo hace con la composición de la marcha «Virgen de las Aguas». En adelante serían cada vez más los que recurrirían al estilo «farfaniano»” a la hora de componer música procesional.

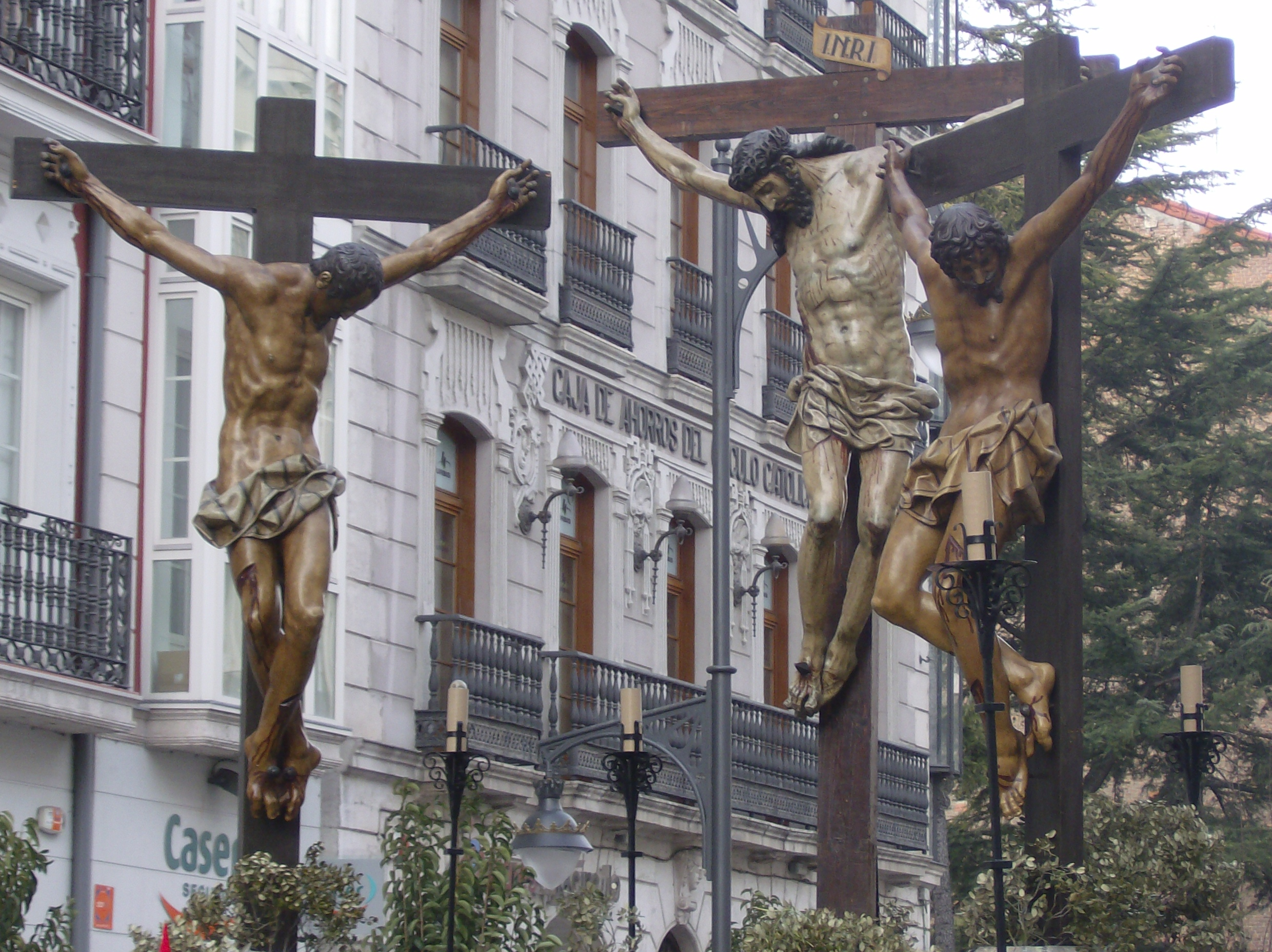
Semana Santa de Valladolid.

Esto en cuanto a lo que a Sevilla concierne, ya que en el resto de Andalucía no se produciría la aparición de marchas de este tipo hasta bien entrada la década de los ochenta, también, salvo excepciones. Mientras, la marcha procesional experimenta un desarrollo nunca antes visto, apareciendo nuevamente, la figura del músico militar, como el ya tratado Pedro Gámez Laserna o como Juan Vicente Mas Quiles. Quien, tras pasar por la ciudad hispalense, recala en Valencia sin dejar de firmar partituras religiosas.
Otros nombres salen a la palestra, como el caso de Pedro Morales Muñoz. A este periodo se la ha denominado la Edad de Oro de la marcha procesional en contraste con el sombrío periodo anterior.

##### Ricardo Dorado Janeiro
Ricardo Dorado Janeiro es considerado como la figura más importante de la música para banda militar. Formó parte del Cuerpo Nacional de Directores Militares, dirigiendo distintas bandas militares y centrando su actividad de manera especial en Madrid, aunque también compuso marchas procesionales.
Todas sus obras procesionales datan del periodo de los años cincuenta y sesenta,[cita requerida] entre las que destacan: «La Piedad» que fue su primera obra que salió publicada en 1.929 en la Revista cofrade malagueña "La saeta, estando dedicada a la Virgen de la Piedad del barrio del Molinillo de la ciudad de Málaga;"«Hosanna», «Getsemaní», «Oremos», «Cordero de Dios» y «Mater Mea». Según Mateo Olaya, todas poseen una estructura canónica, constando de «[...] una pequeña introducción y un tema principal ampliamente desarrollado que con posterioridad desembocará en un delicado trío final de bella instrumentación».”

##### Pedro Morales Muñoz
Pedro Morales Muñoz, discípulo de Pedro Gámez Laserna, ha sido, a su vez, maestro de buenos compositores. Recibió de aquel la batuta de la Banda del Regimiento Soria 9 y la ostentó hasta que la cediera, en los años ochenta, a Abel Moreno Gómez.
Jiennense de nacimiento Pedro Morales bebió del estilo de Farfán y, posteriormente, de Santiago Ramos y Pedro Gámez, comenzando a estrenar marchas con un marcado carácter sevillano, enfatizadas por el uso destacado de la corneta. Desde la aparición de «Esperanza Macarena» en 1968, «Virgen de Montserrat» en 1970, «Virgen del Refugio» en 1981, y hasta «Señorita de Triana» en 1999, además de sus marchas fúnebres «La Soledad» obra de 1991 o «Juan Jesús» de 1998, su trayectoria es impecable y de una gran calidad, como puede verse en sus composiciones recientes «Montesión» 2009. Según Mateo Olaya, es el mejor exponente de la siguiente etapa.
Compuso además para la Virgen de la Esperanza Coronada de Málaga las marchas "Esperanza" en 1997, y "Esperanza Coronada" en 1998

#### Comercialización e industrialización
A partir de mediados de los años setenta, se produce en Sevilla un fenómeno que revolucionaría el mundo de la marcha procesional. La aparición de cuadrillas de hermanos costaleros traería consigo un cambio nunca antes visto. Este colectivo comienza a adquirir una gran importancia a la hora de elaborar los repertorios de marchas que habrían de ser interpretados por las diferentes bandas de música en sus procesiones, tendiéndose a seleccionar aquellas marchas que, según su opinión, favorecían el ritmo y el paso del costalero, rompiéndose con el hábito que suponía que el costalero, únicamente, era el encargado de llevar el paso. Ahora, la música queda supeditada al paso, llegándose al punto de que los compositores se ven obligados a componer para el costalero, quedando en segundo plano criterios estrictamente musicales.
Esto en lo que a Andalucía concierne. En otras zonas de España, se continua manteniendo el estilo de marcha lenta, como queda demostrado en títulos como «La Lanzada» que compuso en Cartagena José Torres Escribano en 1981, «La Vía Dolorosa» obra de Aurelio Fernández Cabrera, compuesta en Cuenca en 1992, o «La Soledad» obra firmada en Zamora por Carlos Cerveró Alemany también en 1992.
En Andalucía, la composición de marchas fúnebres queda relegada a un segundo plano, eclipsada por el auge experimentado por aquel estilo de marchas «alegres» creado por Farfán años atrás.
Todas esto ha sido la chispa que ha llevado a la marcha sevillana a infiltrarse en ciudades del entorno, provocando que ciudades como Córdoba, Almería, Jaén, Huelva o Cádiz se vean contagiadas por la escuela hispalense, sumándose a la vorágine de la creación de marchas para sus hermandades. El origen, la aparición en el mercado de los trabajos discográficos de la banda Soria 9, con Abel Moreno al frente.

##### Abel Moreno Gómez
El onubense Abel Moreno Gómez es, de entre los compositores de la historia de la marcha procesional, el más popular. Su obra se ha extendido por toda la geografía española, traspasando incluso sus fronteras, siendo interpretadas en alguna que otra ciudad de América. En el momento en que se pone al frente de la Banda del Soria 9, en el año 1984, la marcha procesional había comenzado a experimentar un crecimiento que se mantiene hoy en día. Abel Moreno fue consciente de los recursos que se habían puesto a su alcance: una banda de gran técnica, la ciudad con sus cofradías y sus hermanos costaleros, deseosos de poder contar con marchas que les hicieran sentir cómodos en la calle, y una industria germinante, conocedora de las posibilidades de este tipo de música.
Sus marchas son sencillas, agradables al oído e interpretables para cualquier tipo de banda. Con «Hermanos Costaleros» compuesta en 1985 se establecen los principios de su estilo, el cual queda consolidado en obras posteriores como son «Cristo de la Presentación» de 1985, «Macarena» de 1988, «Madre de los Gitanos Coronada» de 1988, las marchas fúnebres de «Al Señor de Sevilla» compuesta en 1988 o «Cristo de la Agonía» en 1991 y la obra que lo encumbró, «La Madrugá» firmada en 1987.

##### Perfecto Artola Prats
Perfecto Artola Prats, valenciano de nacimiento, es, el estandarte de la marcha procesional malagueña, según Mateo Olaya quien afirma que «[...] sentó cátedra y creó el más sólido modelo de la marcha procesional en Málaga». En 1931 ingresa como clarinetista en la Banda Municipal de Málaga, pasando a ser director años más tarde, desde 1945 a 1951 y en segunda ocasión, ya jubilado, a partir de 1974, y de forma altruista. Sus marchas aparecen cuando Artola ostenta la dirección de esta banda por segunda vez, es decir, a partir de 1974. De entre sus casi cuarenta marchas, destacan "Llanto y Dolor" compuesta en 1956, el conocido "Poema Sinfónico de la Semana Santa en Málaga" en 1.958, "Merced" en 1982, "Cristo de la Humildad" en 1982,
"Mayor Dolor" en 1.983, "Virgen de Gracia"  1985, "Jesús de la Pasión" en 1985, "Coronación de la Virgen de los Dolores" en 1986,  "Soledad" en 1989, "Himno de Coronación de la Esperanza" en 1988, "Nazareno de la Salutación" en 1989" o "Cristo de las Penas" en 1991.
Artola introdujo en algunas de sus marchas reminiscencias de composiciones militares, cuyos cuerpos mantuvieran relación con la cofradía a la que estaba dedicada su marcha, tal es el caso de las marchas "Concepción" de 1989, el citado "Himno de Coronación de los Dolores" o "Sentencia" de 1990.

##### Rafael Hernández
Rafael Hernández (1914-1994) fue saxofonista titular en la banda municipal de Málaga, y compuso una de las marchas procesionales más interpretadas y significativas de la Semana Santa de Málaga,  "Malagueña Virgen de la Paloma" compuesta en 1982 y dedicada a la Virgen de la Paloma  de Málaga.
Otras marchas importantes que compuso son, "Jesús de Viñeros" en 1982, "Lágrimas y Favores" en 1985, " Columna de la Merced" en 1992, "Virgen de la O" em 1.992, así como "Reina de los Mártires", también en 1992.

##### Guatemala
En Guatemala se han utilizado las marchas procesionales conocidas como «marchas fúnebres» tanto de corte europeo como propio desde finales del siglo XIX y principios del siglo XX, con una cantidad de autores nacionales, utilizadas en su interpretación con bandas tipo marcial utilizando vientos y percusiones, teniendo un auge y popularidad entre las celebraciones de Cuaresma y Semana Santa.

## La situación actual
Hoy los compositores se encuentran en una complicada situación. De un lado, aquellos que quieren componer están abocados a innovar, encontrándose, no pocas veces, con la oposición de los intereses y la moda añadiendo nuevos horizontes y lenguajes, aunque no son pocas las veces que sus partituras chocan frontalmente con los intereses imperantes o la moda. Del otro lado están aquellos que fabrican música siguiendo los cánones preestablecidos, adaptándose a los moldes que marcan la industria, dando demasiada importancia a solos de determinados instrumentos o insertando melodías que nada tienen que ver con la música procesional.
Aquellos difícilmente se hacen notar, estos gozan de los privilegios y del prestigio que pone a su servicio el sistema.
Últimamente ha surgido una especie movimiento historicista que pretende dignificar la esencia de López Farfán, Gámez Laserna, Álvarez Beigbeder, Braña, etc.

### En Málaga
En Málaga, en los últimos años han destacado compositores como Gabriel Robles Ojeda, autor de numerosas marchas procesionales de las que cabe destacar la marcha "Gran Perdón" y "Prendimiento", dedicada a la Hermandad del Prendimiento de Málaga, Novia de Málaga y A la Virgen del Rocío, A Jesús el Rico o A María de la O.
Francisco Javier Moreno es autor de la marcha Cristo del Amor compuesta en 1996, Reina de San Agustín, Plegaria al Cristo del Perdón o La Soledad del Sepulcro
José Antonio Molero, es autor de grandes marchas procesionales que en los últimos años han tenido una gran aceptación, incorporando notas de malagueñas a sus marchas. Sus obras más conocidas son María Santísima del Amparo, Coronación de la Trinidad compuesta en 2001 por la coronación de la virgen de la Trinidad, Bajo tu manto de Gracia y Esperanza compuesta en 2006, Pasa la Soledad o Reina de San Vicente, son algunas de sus principales marcha.
Miguel Pérez Díaz, es compositor de piezas de gran envergadura desde la década de 1990. Sus obras cumbre son Esperanza Perchelera, Santo Traslado, Soledad de San Pablo, Jesús Cautivo, Flor de San Julián, Estrella del Perchel, Virgen de Nueva Esperanza o Bajo Palio
Santiago J. Otero, que cuneta con marchas como Nazarenos de Don Bosco o Carmen Reina del Perchel
Eloy García, es autor en los últimos años de piezas de gran envergadura. Su obra cumbre es Alma de la Trinidad compuesta en 2000 y que es su marcha más conocida. A su vez otra de sus grandes obras son Virgen del Amor Doloroso compuesta en 1998, Cristo de la Legión, Coronación de Nuestra Señora del Carmen compuesta en 2004 y Consunmatum Est compuesta en 2005 y dedicada al Cristo de la Expiración de Málaga.
Sergio Bueno de la Peña ha compuesto en los últimos años la marcha Virgen de Dolores y Esperanza, o la que es sin duda su obra más conocida y una de las más interpretadas en la Semana Santa de Málaga en la actualidad, Carmen Coronada compuesta en 2004. En 2012 compuso Azahar Victoriano, de corte alegre, dedicada a la Novia de Málaga.
José María Fernández Moreno ha compuesto sobre todo para la provincia, destacando marchas como Verde Soledad, Viernes Santo en Alhaurín el Grande o Al Cristo del Convento, además es uno de los grandes impulsores de la música cofrade tras la creación de la asociación www.marchasdeprocesion.com, que se encarga de recopilar y difundir las composiciones que existen sobre este género musical.
Manuel Bonilla Cascado es otro de los compositores malagueños que ha compuesto numerosas marchas de procesión, entre las más destacadas se encuentran Cristo de la Agonía, compuesta en 1990, obra finalista conjuntamente con Semana Santa en Málaga (1996) en el primer concurso nacional de marchas procesionales para la Semana Santa de Málaga "Maestro Perfecto Artola", Solaz, compuesta en 2009, con cornetas y tambores, dedicada a la Asociación Músico-cultural de la Vera-Cruz de Alhaurín el Grande (La Pepa), Sangre y Pasión, dedicada a la misma asociación, también con cornetas y tambores, Santo Sepulcro (2002), quizás su marcha más conocida y aplaudida, Crucifixión (1999), marcha dedicada a la María Santísima del Mayor Dolor en su Soledad del Lunes Santos malagueño, Virgen de Gracia (1989) dedicada a la patrona de su localidad natal, Paloma Malacitana (2010) marcha con cornetas y tambores dedicada a María Santísima de la Paloma, Señor de calle Agua (2013), también con cornetas y tambores dedicada a la Hermandad del Rescate, Soledad de la Vera Cruz (2013) y su más recientes obras Madre y Señora de la Soledad, dedicada a la Virgen de los Dolores en su Soledad del Viernes Santo marmolejeño, y Expiratum est, dedicada a María Santísima de los Dolores Coronada de la Archicrofadía Sacramental de la Expiración de Málaga.

### En Sevilla
En Sevilla, Francisco Javier Alonso Delgado, con marchas como «Madre de Dios de la Palma», «Madre Dolorosa» o «Virgen Macarena», está dejando muy claras sus cualidades; destacan los rasgos sinfónicos de José de la Vega, Pedro Morales con «Esperanza Macarena» o «Virgen de la Paz», y sus marchas fúnebres como «La Soledad»; Juan Velázquez con «Rosario de Monte-Sión» o su hermano José Velázquez con su marcha más emblemática «Aniversario Macareno»; Juan José Puntas Fernández con «Gran Poder», «Angustias de los Cruceros Coronada», «Jesús Nazareno» o «A ti... Manué», su obra cumbre; Francisco Pastor Bueno, Camilo Jesús Irizo Campos, David Hurtado, José Manuel Bernal, Juan García Sánchez, José Manuel Delgado, Juan Antonio Barros Jódar, Jacinto Manuel Rojas Guisado, Pablo Ojeda Jiménez, Francisco Pizarro Gómez, Manuel Marvizón Carvallo (Madre Hiniesta, Candelaria, Coronación, entre otras) o Jorge Águila entre otros, destacando la labor de José María Sánchez Martín, que se está convirtiendo en el compositor más afamado y aclamado con sus originales composiciones, "Un Ángel te Consuela", "Y Expiró el hijo de Dios" o "Caridad" son muestras de su labor.

### En Canarias
Canarias, zona que desde el siglo XIX contó con destacados compositores que supieron abordar de manera muy acertada este género musical, cuenta en la actualidad con diversos músicos de formación académica que esporádicamente, surten a las numerosas bandas de música de las Islas de piezas que saben competir con el incesante goteo de obras peninsulares que se añaden continuamente a sus repertorios. Así, destaca Antonio Hanna Rivero en Las Palmas de Gran Canaria, en Tenerife, destacan entre otros, el arafero Arístides Pérez Fariña, así como el tinerfeño (Los Realejos) Jesús Agomar González Guillama, director de Agrupación Musical La Esperanza de La Guancha, el compositor más prolijo de este género en Canarias, contando, entre otras, de «Columna de Fe», «Mater Dolorosa», «Vera Cruz y Misericordia de Los Realejos» «El Señor», «Ego Sum Via», «Nuestra Señora del Carmen», «Encarnación Adejera» y un largo etcétera. Además el valenciano afincado en Tenerife, José Luis Peiró Reig, quien fuera director de la Banda de Música de la Federación Tinerfeña de Bandas de Música, y que dirige la Banda de Música de Tejina, autor de piezas como «Cristo de la Fe», «Jesús Nazareno» o «Al amigo entrañable».
La mayor capacidad técnica de las bandas de música, debida a la mejor formación de sus componentes, muchos de ellos formados en conservatorio; la consciencia creciente sobre el patrimonio musical y la presencia de determinados compositores, auguran un futuro prometedor.

### En Cartagena
Actualmente en Cartagena siguen creándose obras procesionales con un sello de identidad propio a la vez que incorporan elementos más actuales, como es el caso del compositor Javier Pérez Garrido, premiado por sus marchas procesionales en varios concursos de composición a nivel nacional como los de Toledo o San Pedro del Pinatar.